# Ciîjiv, Zolociv
Ciîjiv (în ucraineană Чижів) este un sat în comuna Poleanî din raionul Zolociv, regiunea Liov, Ucraina.

## Demografie
Componența lingvistică a localității Ciîjiv
     Ucraineană (100%)
Conform recensământului din 2001, toată populația localității Ciîjiv era vorbitoare de ucraineană (100%).